# Taiwanhormius granulosus
Taiwanhormius granulosus är en stekelart som beskrevs av Sergey A. Belokobylskij 1988. Taiwanhormius granulosus ingår i släktet Taiwanhormius och familjen bracksteklar. Inga underarter finns listade i Catalogue of Life.